# Laelia bradei
Laelia bradei é uma espécie rupícola mineira que vegeta em locais bastante úmidos, numa altitude de 1000 metros. Planta com pseudobulbos roliços e curtos de 5 centímetros de altura, com uma única folha carnuda e claviculada, estreita e coriácea de 8 centímetros de comprimento, de cor verde claro. Inflorescências curtas de 10 centímetros de altura, com duas a três flores. Flor de 1 centímetro de diâmetro, com todos os seus segmentos amarelos.
Floresce no verão.